# 将棋文化振興議員連盟
将棋文化振興議員連盟（しょうぎぶんかしんこうぎいんれんめい）は、将棋の普及や発展を目的とした日本の議員連盟。2011年8月23日設立。

## 概要
事業仕分けで国の文化団体支援の補助金が削減されたことに危機感を強めた日本将棋連盟の米長邦雄会長は「伝統文化の将棋に理解を示す応援団結成が急務」と考え、甥の参議院議員米長晴信ら国会議員の協力を得て議連設立を呼びかけた。
参加条件は将棋に理解があることのみで、棋力は問わない。

### 設立総会
2011年8月23日、東京・永田町の衆議院第1議員会館で開かれた。
日本将棋連盟からは米長会長、谷川浩司専務理事、田中寅彦常務理事が出席。あいさつに立った米長会長は「政党で一番感謝しなければならないのは日本共産党です」と延べ、長年にわたり党機関紙しんぶん赤旗で新人王戦（プロ公式棋戦）や赤旗名人戦（アマチュア大会）を主催する共産党へ感謝の気持ちを伝えつつ、暗に他党へ同様の取り組みをするようプレッシャーをかけた。ちなみに、米長は共産党とは対極の保守的思想で、東京都教育委員選任の際には共産党都議団から反対票を投じられており、決して思想的に一致するわけではない。

## 役員
- 会長：山東昭子（参議院議長、設立発起人代表）
- 副会長：村上誠一郎（衆議院議員）
- 幹事長：原口一博（衆議院議員）
- 事務局長：石井浩郎（参議院議員）

## その他メンバー
発足当初は計116人を有した。

### 自由民主党
- 松下新平
- 村井英樹

### 無所属
- 松原仁

## 元メンバー
- 渡部恒三（会長・2012年に引退）
- 米長晴信（事務局長兼設立発起人・2013年に落選）
- 大野元裕（2019年に議員辞職）
- 左藤章（2021年に落選）
- 安倍晋三（2022年に死去）
- 市田忠義（2022年に引退）
- 穀田恵二（2024年に引退）